# Градуированные интервальные повторения
Градуированные интервальные повторения — это укороченный по времени вариант интервальных повторений, опубликованный Полом Пимслером в 1967 году. Данная методика используется в системе изучения языка Пимслера, и в особенности походит для программируемых аудиопрограмм в связи с очень короткими (измеряемыми в секундах или минутах) интервалами между первыми несколькими повторениями, в отличие от других форм интервальных повторений, которые могут не требовать такой точности.
Интервалы, опубликованные в его работе, составляли: 5 секунд, 25 секунд, 2 минуты, 10 минут, 1 час, 5 часов, 1 день, 5 дней, 25 дней, 4 месяца, 2 года.
Градуированные интервальные повторения — сложное название для очень простой теории памяти. Никакой другой аспект обучения иностранному языку не важен так, как память, хотя до работы Пола Пимслера никто ещё не находил более эффективного способа для создания языковой памяти.
В своём исследовании Пол Пимслер описал, как долго студенты удерживают в памяти новую информацию и через какие интервалы им нужно напоминать о ней. Если информация повторяется слишком рано или слишком поздно, они забывают её. Это открытие позволило ему создать точный график того, когда и как должна подаваться информация.
Проверяя программы, основанные на идеях Пислера, с секундомером в руках, можно убедиться, что интервалы не всегда точно совпадают с вышеуказанными, что связано с существованием верхних и нижних порогов. Похожий принцип (градуированные интервалы с верхними и нижними порогами) используется по крайней мере одним свободным программным продуктом (Gradint) для тайминга аудиоуроков.